# Kayla Ewell
Kayla Noelle Ewell (Long Beach, 27 agosto 1985) è un'attrice statunitense.

## Biografia
Ewell è nata a Long Beach ed è cresciuta a Seal Beach. Ha studiato danza, canto e recitazione alla Orange County Song & Dance Company di Westminster. Ewell viene scoperta da un talent agent durante una lezione di recitazione nel 1999, che le chiede di partecipare ad una audizione. Si diploma alla Los Alamitos High School nel 2003.
Kayla Ewell è nota al pubblico soprattutto per aver interpretato il ruolo di Caitlin Ramírez nella soap opera Beautiful. Ha poi partecipato alla terza serie di The O.C. interpretando Casey, un'amica di Marissa Cooper (Mischa Barton), e ha lavorato nel telefilm Veronica Mars.
Dal 2009 ha fatto parte del cast della serie The Vampire Diaries nel ruolo di Vicki Donovan, personaggio morto nel corso della prima stagione, ma tornato nel finale della seconda stagione e all'inizio della terza, e come guest star nella quarta, nella quinta e nell'ottava stagione.

### Vita privata
La notte del 22 agosto 2009, Kayla Ewell, le colleghe Candice Accola, Nina Dobrev, Sara Canning, Krystal Vayda e il fotografo Tyler Shields furono arrestati su un ponte della Interstate 75, a Forsyth (Georgia), durante un servizio fotografico promozionale per The Vampire Diaries, dopo una segnalazione degli automobilisti disturbati dai flash, che lamentavano la presenza di alcune ragazze appese a cavallo del ponte. I sei furono portati all'ufficio dello sceriffo e accusati di condotta disordinata.
Nel 2010 inizia una relazione con Tanner Novlan, conosciuto sul set del video musicale Maybe. Dopo nove mesi di fidanzamento, si sposano il 12 settembre 2015. La coppia ha una figlia, Poppy Marie, nata il 16 luglio 2019. A febbraio 2022 annuncia di essere incinta di un bambino.

## Filmografia

### Cinema
- Baciati dalla sfortuna (Just My Luck), regia di Donald Petrie (2006) - non accreditato
- Material Girls, regia di Martha Coolidge (2006)
- Senior Skip Day, regia di Nick Weiss (2008)
- Impact Point, regia di Hayley Cloake (2008)
- Fired Up! - Ragazzi pon pon (Fired Up!), regia di Will Gluck (2009)
- Zeta virus (The Demented), regia di Christopher Roosevelt (2013)
- Clandestine Dynasty, regia di Mayon Denton e Bryan Lugo – cortometraggio (2016)
- 2 anni d'amore (2 Years of Love), regia di Thadd Turner (2017)
- Sweet Sweet Summertime, regia di Ken Carpenter (2017)
- Derek Hough Hold On, regia di Derek Hough – cortometraggio (2017)
- Amore e ossessione (A Friend's Obsession), regia di Craig Goldstein (2018)
- The Creatress, regia di Jason Cook (2018)

### Televisione
- BloodHounds, Inc. – serie TV (2000)
- The Sullivan Sisters – serie TV (2000)
- Profiler - Intuizioni mortali (Profiler) – serie TV, episodio 4x15 (2000)
- Freaks and Geeks – serie TV, episodi 1x07 - 1x13 - 1x16 (2000)
- Boston Public – serie TV, episodi 4x13 - 4x15 (2004)
- Beautiful (The Bold and the Beautiful) – serial TV, 132 puntate (2004-2005)
- The O.C. – serie TV, episodi 3x04 - 3x05 - 3x06 (2005)
- Veronica Mars – serie TV, episodio 2x18 (2006)
- Close to Home - Giustizia ad ogni costo (Close to Home) – serie TV, episodio 2x06 (2006)
- Entourage – serie TV, episodi 4x05 - 4x06 - 5x11 (2007-2008)
- Bones – serie TV, episodio 4x17 (2009)
- The Vampire Diaries – serie TV, 19 episodi (2009-2017)
- CSI: Scena del crimine (CSI: Crime Scene Investigation) – serie TV, episodio 10x20 (2010)
- Scoundrels – serie TV, episodio 1x06 (2010)
- Dr. House - Medical Division (House M.D.) – serie TV, episodi 7x08-7x10 (2010-2011)
- Olimpiadi di famiglia (Keeping Up with the Randalls), regia di David S. Cass Sr. – film TV (2011)
- The Glades – serie TV, episodio 2x11 (2011)
- Franklin & Bash – serie TV, episodio 2x07 (2012)
- Il cammino dei ricordi (Shuffleton's Barbershop), regia di Mark Jean – film TV (2013)
- Salverò mia figlia (Deadly Daycare), regia di Michael Feifer – film TV (2014)
- Una proposta quasi perfetta (How Not to Propose), regia di Bradford May – film TV (2015)
- Lucifer – serie TV, episodio 1x01 (2015)
- Grandfathered - Nonno all'improvviso (Grandfathered) – serie TV, episodio 1x02 (2015)
- The Night Shift – serie TV, episodio 3x11 (2016)
- La capsula del tempo (10 Year Reunion), regia di Jake Helgren – film TV (2016)
- Me and My Grandma – serie TV (2017)
- Roswell, New Mexico - serie TV, 8 episodi (2019-2021)
- The Rookie (serie televisiva), episodio 4x14 (2022)
- 9-1-1 - serie TV, episodio 6x17 (2023)

### Videoclip
- Without You, di Hinder (2008)
- Maybe, di Sick Puppies (2010)

## Doppiatrici italiane
Nelle versioni in italiano delle opere in cui ha recitato, Kayla Ewell è stata doppiata da:
- Eleonora Reti in Veronica Mars, Dr. House - Medical Division, Olimpiadi di famiglia
- Valentina Mari in Beautiful, The Glades, Roswell, New Mexico
- Benedetta Degli Innocenti in Una proposta quasi perfetta
- Francesca Manicone in Bones
- Laura Latini in The O.C.
- Giorgia Locuratolo ne La capsula del tempo
- Silvia Avallone in 2 anni d'amore
- Federica De Bortoli in The Vampire Diaries (prima voce)
- Letizia Scifoni in The Vampire Diaries (seconda voce)